# Vimpeli

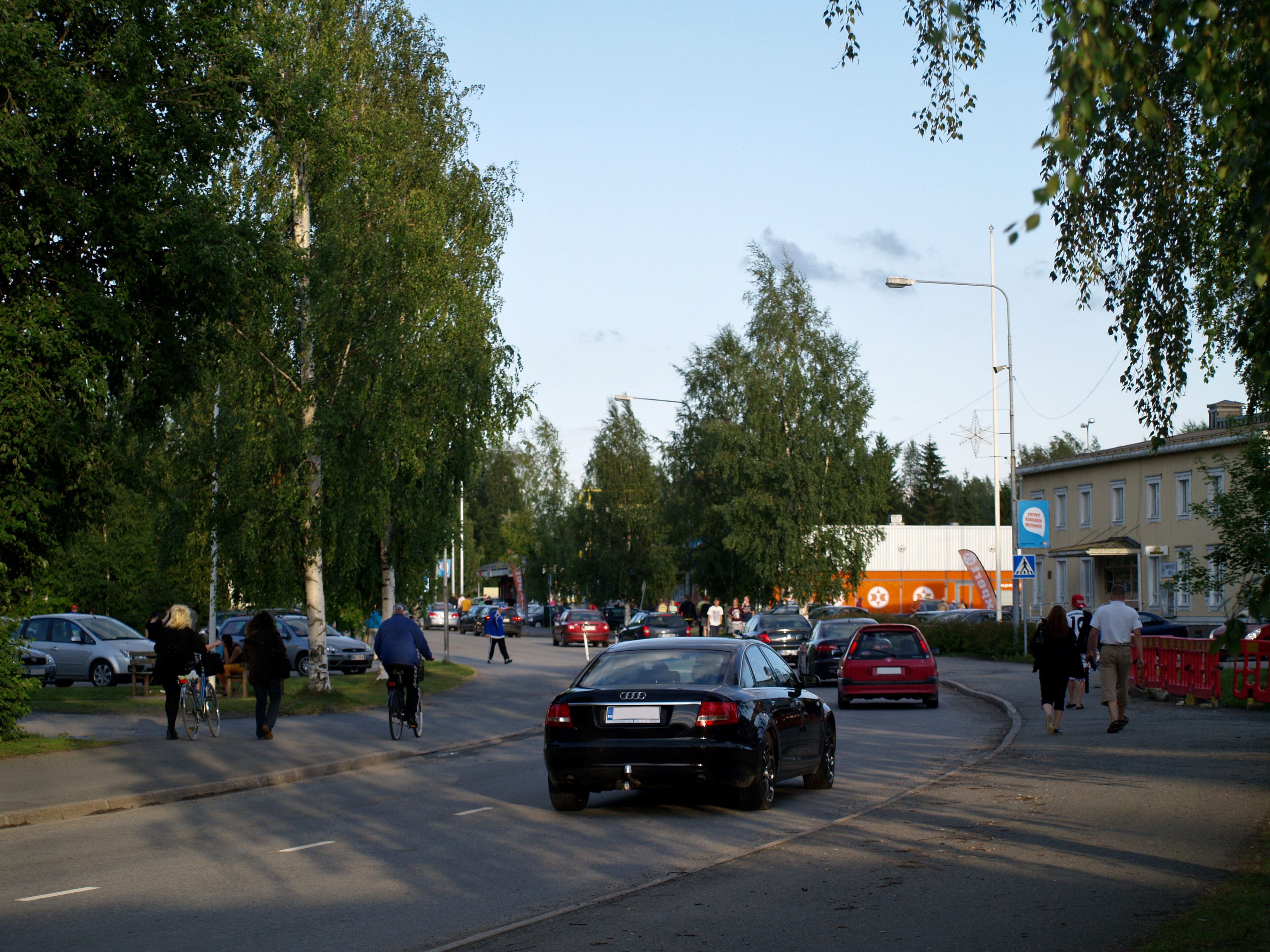
Vimpeli Zentrum

Vimpeli (schwedisch Vindala) ist eine Gemeinde in der Landschaft Südösterbotten im Westen Finnlands. Die gesamte Gemeinde ist finnischsprachig.

## Ortschaften
Zu der Gemeinde gehören die Orte Hallapuro, Kirkonkylä, Koskela, Lakaniemi, Pokela, Pyhälahti, Rantakylä, Sääksvesi, Viitaniemi und Vinni.

## Politik
Wie in den meisten ländlich geprägten Gegenden Finnlands ist in Vimpeli die Zentrumspartei die stärkste politische Kraft. Bei der Kommunalwahl 2008 erhielt sie 46,9 Prozent, bei der Parlamentswahl 2007 über die Hälfte der Stimmen. Im Gemeinderat, der höchsten Entscheidungsinstanz in kommunalen Angelegenheiten, stellt sie 11 von 21 Abgeordneten und verfügt damit über eine knappe absolute Mehrheit. Die zweitstärkste Partei sind die rechtspopulistischen Wahren Finnen, die mit 24,3 Prozent in Vimpeli eines ihrer landesweit höchsten Wahlergebnisse erzielte und nun 5 Abgeordnete stellt. Weiterhin im Gemeinderat vertreten ist das Linksbündnis mit vier Sitzen. Die beiden weiteren finnischen Volksparteien neben der Zentrumspartei spielen dagegen in Vimpeli kaum eine Rolle: die konservative Nationale Sammlungspartei stellt nur einen Abgeordneten, während die Sozialdemokraten mit einem Stimmenanteil von nur 3,4 Prozent den Einzug in den Gemeinderat verfehlten.
| Partei                    | Wahlergebnis 2008 | Sitze |
| ------------------------- | ----------------- | ----- |
| Zentrumspartei            | 46,9 %            | 11    |
| Wahre Finnen              | 24,3 %            | 5     |
| Linksbündnis              | 16,4 %            | 4     |
| Nationale Sammlungspartei | 5,2 %             | 1     |

## Partnergemeinden
Vimpeli unterhält Gemeindepartnerschaften mit Mosvik in Norwegen (seit 1980) und Pudosch in Russland.

## Söhne und Töchter
- Heikki Siukola (* 1943), Opernsänger
- Toni Kuusela (* 1994), Speerwerfer